# Konrad Viktor Pressel
Konrad Viktor Pressel (* 24. Juli 1857 in Olten, Kanton Solothurn; † 20. Januar 1929 in Icking, Oberbayern) war ein Schweizer Wasserbauingenieur und Hochschullehrer.

## Leben
Er wurde als Sohn württembergischer Eltern geboren. Sein Vater, Wilhelm Pressel, leitete damals den Bau des Hauenstein-Tunnels.
Er erhielt die Matura an einem Gymnasium in Wien und absolvierte den Militärdienst in Berlin. Anschließend studierte er zwei Semester Rechtswissenschaft an der Universität Wien anschließend Mathematik und Maschinenbau an den Technischen Hochschulen in Graz, Wien und München. Anschließend war er bei Tunnelbauten in Thüringen und der Toskana tätig.
1886 war er Assistent an der Technischen Hochschule München. 1887 war er Bauleiter von Brandt & Brandau beim Suram-Tunnel der transkaukasischen Eisenbahn im Kaukasus. Anschließend wurde er beim Linde-Unternehmen beschäftigt.
1899 war er beim Bau des Simplon-Tunnels als Bauleiter auf der Südseite eingesetzt, wofür er 1905 die Ehrendoktorwürde der Universität Basel erhielt.
1906 wurde er als Professor für Tunnelbaukunde an die Technische Hochschule in München berufen und hielt im Studienjahr 1906/1907 auch Wasserbau-Vorlesungen.
Später beriet er beim Bau der Mittenwaldbahn und beim Bau des Walchenseekraftwerkes.
Im Herbst 1908 verfasste Pressel einen „Beitrag zur Bemessung des Inhalts von Wasserschlössern“, der 1909 in der Schweizerischen Bauzeitung veröffentlicht wurde. Auf dieses Problem wurde er, wie er später mitteilte, von Max Mayr aufmerksam gemacht. Die Arbeit stellte die erste schrittweise Berechnung der Spiegelbewegung dar und war zu seiner Zeit ein wesentlicher Fortschritt. Später konnte die Berechnungsart den Anforderungen nicht mehr genügen und wurde zunächst verbessert und schließlich durch das Sehnenzug-Verfahren ersetzt.
Pressel war Mitglied der Wiener Burschenschaft Silesia.